# 松浦栄 (写真家)

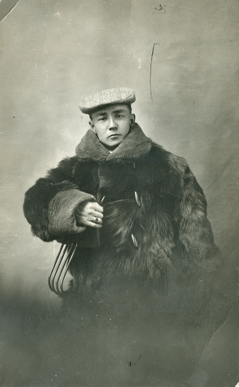
松浦栄のセルフ・ポートレイト（1904年頃）

松浦 栄（まつら さかえ、フランク・マツーラ、Frank S. Matsura、1873年 - 1913年）は、明治時代にアメリカ合衆国に渡って同地で写真家となった日本人である。マツーラのほか、マツラ、マツウラとも。

## 生涯

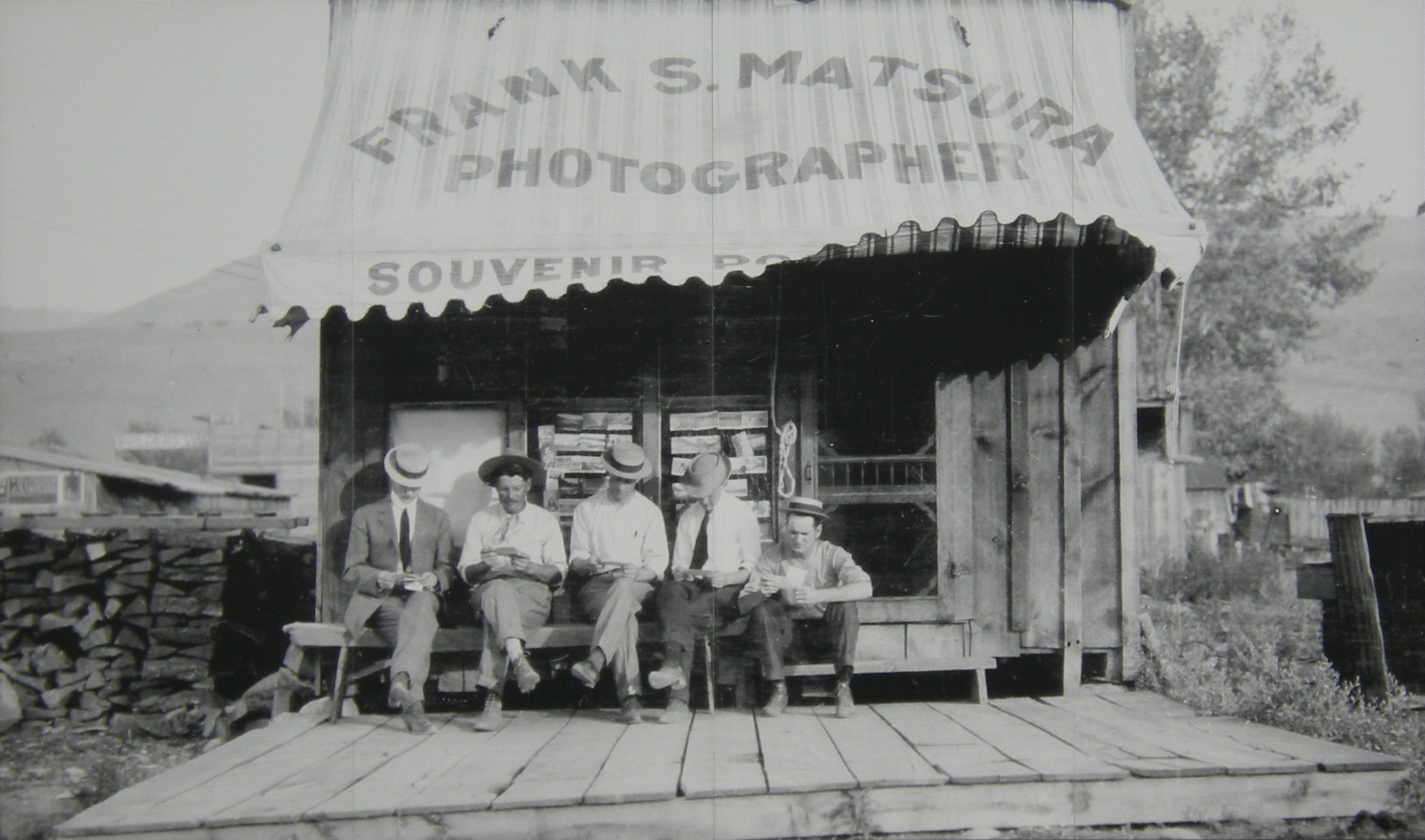
フランク・マツラ写真店

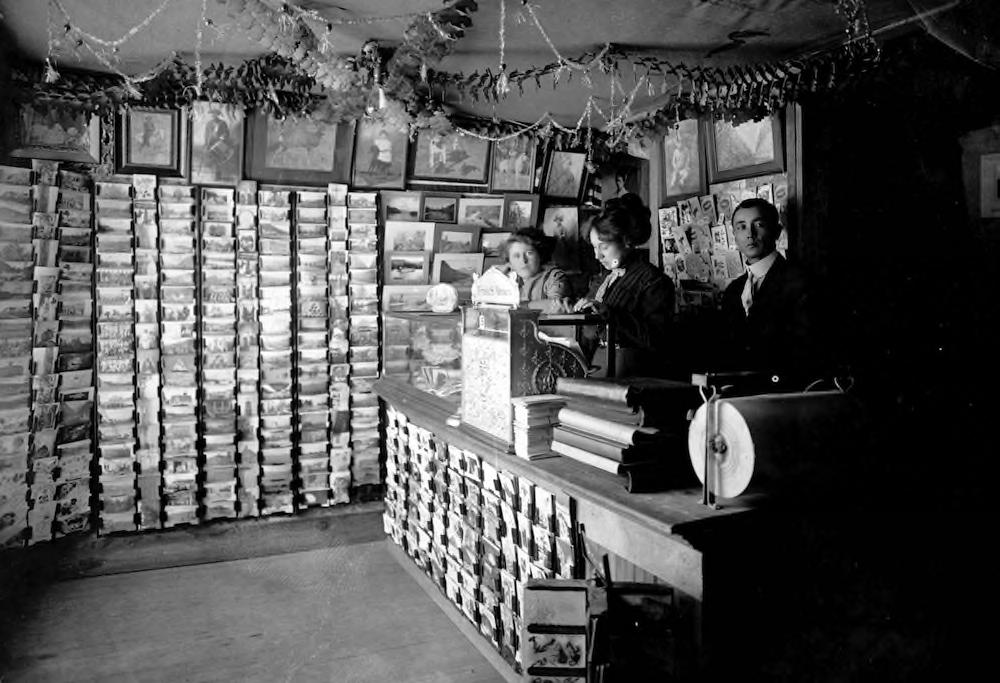
店内

松浦は1873年（明治6年）、東京・向島に旧与力松浦安の子として生まれた。父母を早く亡くし、1886年に父方の叔父・岡見正に引き取られた。正は江戸定府の中津藩士・岡見清通の娘すみの養子となり、松浦から岡見に改姓していた。すみの兄はミッションスクール頌栄女学校の創立者岡見清致であり、栄は15歳のとき、同校の校長で牧師の木村熊二によって洗礼を受けた。木村は一時期、写真師の下岡蓮杖の弟子であった。栄は27歳となった1901年（明治34年）に単身でアメリカ合衆国に渡った。
アメリカではワシントン州やアラスカ州などですごした後、1903年にワシントン州コンコーナリー(en:Conconully)のエリオット・ホテルの下働きの職を得、仕事のかたわら、開拓地の風景を撮影した。1907年にアメリカ北西部の田舎町・オカノガン (Okanogan, Washington) に写真館を構えた。オカノガンは、シアトルから更に500キロメートル離れた、川を汽船で2日遡った渓谷にあったが、松浦はここを拠点に何千枚ともいわれる写真を撮影した。撮影の対象は、白人のカウボーイやアメリカ先住民といった人物のほか、草創期の野球や自動車など多岐に渡るが、いずれも写真技術に優れ、自然で上品な作風であると評される。1909年にはシアトルで開催されたアラスカ・ユーコン・太平洋沿岸博覧会(en:Alaska–Yukon–Pacific Exposition)に作品が展示され、1911年にはグレート・ノーザン鉄道の宣材写真として使われたりもしたが、1912年に病（結核）のため店を閉めた。
品性とユーモアを併せ持った松浦は、現地では親しみを込めて「フランク（裏表のない）・マツーラ」と呼ばれていた。松浦は生涯一度も日本に戻ることなく、1913年（大正2年）、39歳で客死した。地元紙は、葬儀が町をあげての最大規模であったことを報じた。

## 没後

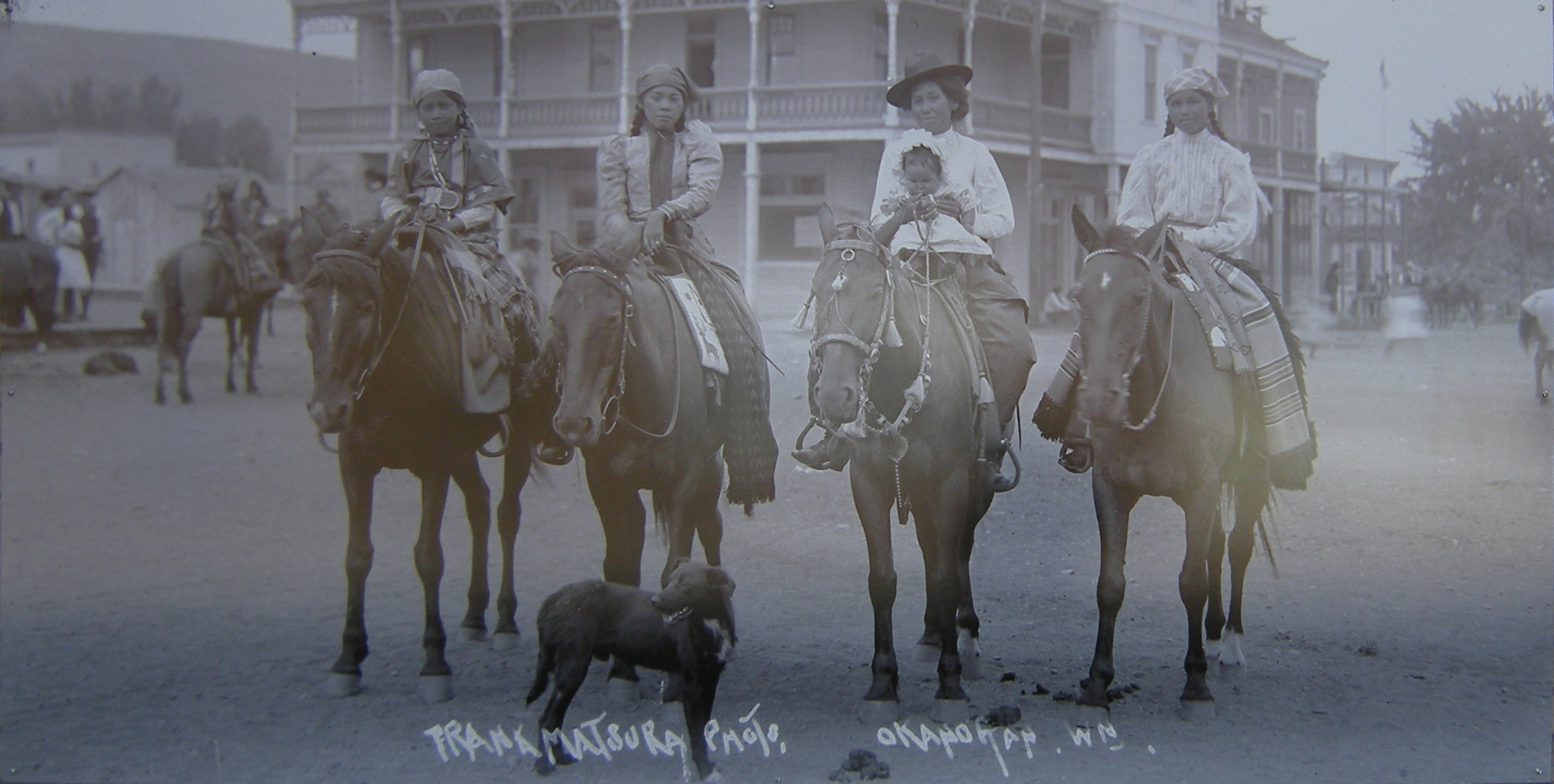
オカノガンの先住民を撮った作品

写真や乾板は友人であった判事のウィリアム・コンプトン・ブラウンが保管していたが、ブラウンの死後、知人によってオカノガン郡歴史協会へ寄贈され、1975年に開設された博物館で一部展示された。1981年には写真集が出版された。1984年にはテレビ朝日で栄を紹介する番組が放映された。

## 関連書
- 栗原達男『フランクと呼ばれた男 ─ 西部の写真家「松浦栄」の軌跡』情報センター出版局、1993年
- 『100年の残影 ─ 西部の写真家・松浦栄』彩流社、2011年

## 家族
栄の育ての親である叔父の岡見正（旧姓・松浦）は父の弟で、江戸定府の中津藩士・岡見清通の娘すみ（寿海）の入婿となり岡見姓を名乗った。妻の弟（兄とも）岡見清致は頌栄女学校の創立者で、正は同校の教師や頌栄小学校の校長を務めた。正は吉田晩稼に師事した書家だが、西洋画を藤雅三に、西洋彫刻を小倉惣次郎に、日本画を瀧和亭に学び、明治美術会展覧会に出品もした。正の三男に画家の仙波均平、二女の育は田口卯吉の長男・田口文太の妻。